# يوكو اينو
يوكو اينو (باليابانية: 井上祐子؛ بالكانا: いのうえ ゆうこ) هي موسيقية يابانية، ولدت في القرن العشرين في هاماماتسو في اليابان.

## وصلات خارجية
- يوكو اينو على موقع ميوزك برينز (الإنجليزية)
- يوكو اينو على موقع أول ميوزيك (الإنجليزية)
- يوكو اينو على موقع ديسكوغز (الإنجليزية)